# Galaxiella
Galaxiella es un género de peces osmeriformes de la familia Galaxiidae.
Son peces de agua dulce de comportamiento demersal, distribuidos por ríos de Australia.

## Especies
Se reconocen las siguientes especies:
- Galaxiella munda McDowall, 1978
- Galaxiella nigrostriata (Shipway, 1953)
- Galaxiella pusilla (Mack, 1936)
- Galaxiella toourtkoourt Coleman y Raadik, 2015[4]